# Premios Emmy Deportivos
La entrega de premios Emmy en Deportes se presentan por la Academia Nacional de Televisión, Artes y Ciencias en reconocimiento a la excelencia cobertura deportiva en la televisión americana, incluidos los programas relacionados con el deporte.

## Categoría
En la ceremonia inaugural en 1979, había 12 categorías. En la ceremonia de 2007, hubo 30:
- Mejor cobertura de Deportes en vivo Especial;
- Mejor Serie excepcional Deportes en Vivo;
- Mejor Entrega excepcional de eventos en vivo;
- Mejor cobertura de Deportes Editado Especial;
- Mejor Documental deportivo;
- Mejor Serie excepcional Deportes Editado / Antología;
- Mejor Muestra de Estudio pendientes - Semanal;
- Mejor Muestra Estudio pendientes - diario;
- Mejor Personalidad deportiva, Host Studio;
- Mejor Personalidad Deportiva Destacada, Jugar por Jugar;
- Mejor Deportes excepcional personalidad, Analista de Estudio;
- Personalidad Deportiva pendientes, Analista de eventos deportivos;
- Destacado Equipo Técnico Remoto;
- Estudio Mejor Equipo Técnico;
- Mejor Trabajo de cámara independiente;
- Mejor edición;
- Mejor Guion de Dick Schaap;
- Mejor Composición, Mejor Música / Dirección / Letras;
- Mejor evento en vivo / Sonido;
- Mejor posproducción de audio / sonido;
- Mejor diseño gráfico;
- Mejor Diseño de Producción / Dirección de Arte;
- George Wensel Premio al Mejor Logro Técnico innovadoras;
- Mejor Periodismo deportivo excepcional;
- Mejor cortometraje;
- Mejor largometraje;
- Mejor  Avertura / Problemática;
- Mejor enfoque a la cobertura;
- Pendientes nuevos enfoques, Forma Larga;
- Pendientes nuevos enfoques, Interés General;
- Premio al Logro de por vida Deportes;

## Ceremonias
| Años |
| 1959 · 1960 · 1961 · 1962 · 1963 · 1964 · 1965 · 1966 · 1967 · 1968 · 1969 · 1970 · 1971 · 1972 · 1973 · 1974 · 1975 · 1976 · 1977 · 1978 · 1979 · 1980 · 1981 · 1982 · 1983 · 1984 · 1985 · 1986 · 1987 · 1988 · 1989 · 1990 · 1991 · 1992 · 1993 · 1994 · 1995 · 1996 · 1997 · 1998 · 1999 · 2000 · 2001 · 2002 · 2003 · 2004 · 2005 · 2006 · 2007 · 2008 · 2009 · 2010 · 2011 · |

- Datos: Q3494164